# Maorita reticulata
Maorita reticulata är en stekelart som beskrevs av Boucek 1988. Maorita reticulata ingår i släktet Maorita och familjen puppglanssteklar. Inga underarter finns listade i Catalogue of Life.